# CR Guará
CR Guará is een Braziliaanse voetbalclub uit Guará, in het Federaal District.

## Erelijst
Campeonato Brasiliense
1996